# Jakobsbergs station
Jakobsbergs station är en järnvägsstation på Mälarbanan, 17,4 kilometer från Stockholms central, med cirka 10 200 påstigande per dygn. Stationen trafikeras huvudsakligen av Stockholms pendeltåg och består av en utomhusplattform. Biljetthallen, utrustad med butik och kafé, är belägen på plattformen och nås via en gångtunnel under spårområdet. Pendeltågsstationen ligger utefter Ynglingavägen. I anslutning till stationen finns Jakobsbergs bussterminal med väntsal inomhus, anordnad som en så kallad dockningsterminal för bussar, där avgående bussar nås genom dörrar ut till varje påstigningshållplats. I Jakobsberg är dockningsterminalen långsträckt och placerad parallellt med stationen utmed Järfällavägen.

## Historik
Stationen leder sitt ursprung till en station på dåvarande SWB, öppnad på platsen 1876. Sedan SL tagit över lokaltrafiken 1967 har den byggts ut två gånger. Jakobsbergs gamla stationshus uppfördes 1876, samma år som järnvägen på Västeråsbanan Stockholm-Köping invigdes. En gångtunnel från centrumsidan till perrongen byggdes 1961, då dubbelspåret till Jakobsberg blev klart. Kvarnplansidan fick sin tunnelförbindelse 1971, samma år som en ny station mellan spåren blev färdig. Gamla stationshusets byggnad upphörde att fungera som station 1971. 

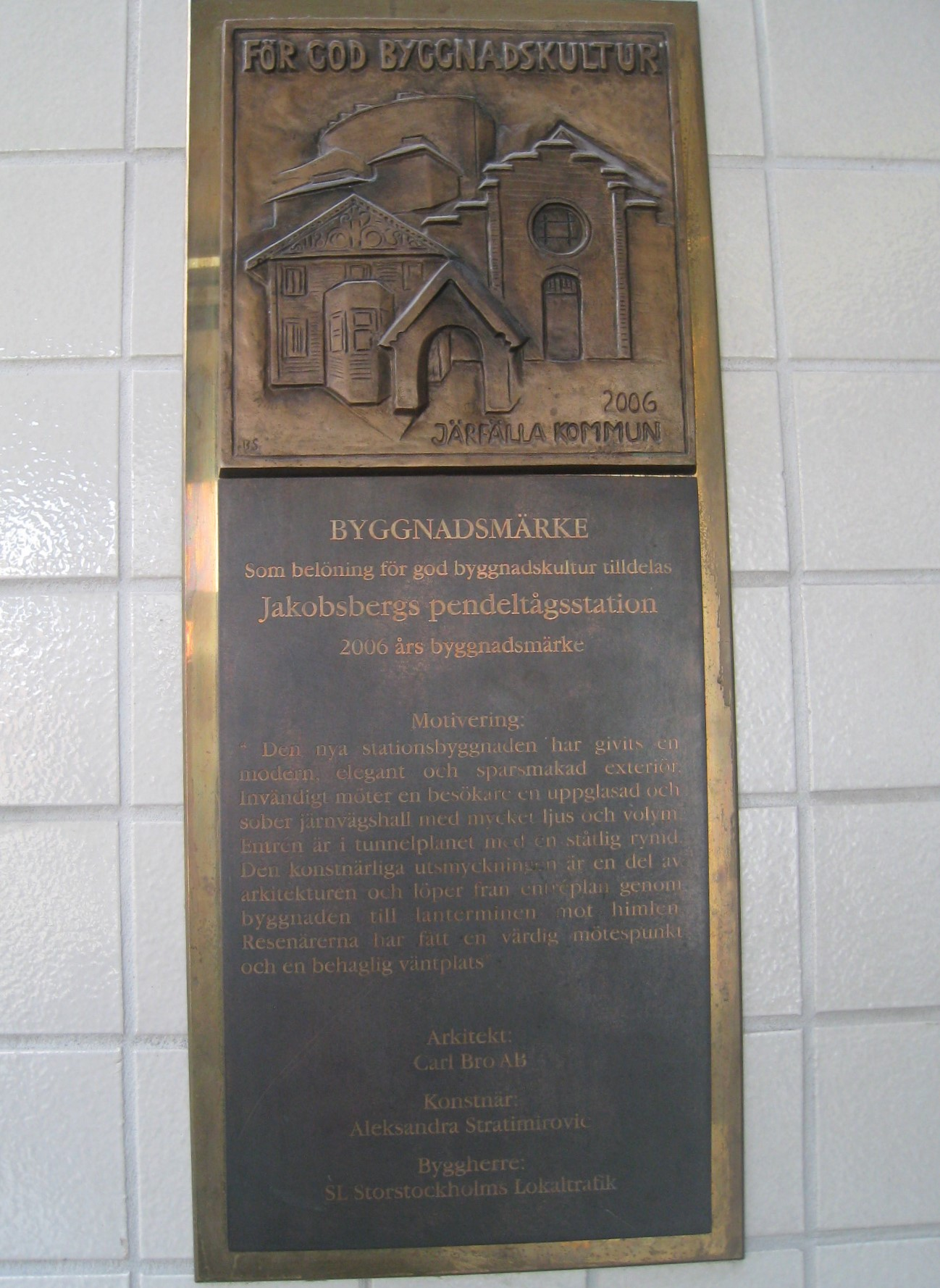
Skylt som visar Byggnadsmärke för god byggnadskultur, Järfälla kommun 2006, uppsatt vid Jakobsbergs pendeltågsstation.

Den första utbyggnaden genomfördes 1980 och den andra stod klar 2005. Ansvarig arkitekt för den nya stationen är Helena Rönnkvist arkitekt  SAR/MSA, Carl Bro Arkitekter. Konstnärlig utsmyckning av Aleksandra Stratimirovic. Som belöning för god byggnadskultur tilldelades stationen Järfälla kommuns byggnadsmärke 2006. Varje år delar Järfälla kommun ut ett "byggnadsmärke" för att belöna och uppmärksamma god byggnadskultur. Syftet med att dela ut märket är att belöna den eller dem som har verkat för en "god byggnadskultur" vid uppförande av nya byggnader och anläggningar eller vården av kulturhistoriskt, miljömässigt eller konstnärligt värdefulla byggnader och anläggningar i kommunen. Priset beslutas och delas ut av miljö- och bygglovsnämnden.
För närvarande (2021) pågår vid Jakobsbergs station en utbyggnad till fyra spår. Trafikverket bygger ut järnvägen från två spår till fyra spår mellan Tomteboda och Kallhäll. På sträckan Barkarby–Kallhäll, som är den första delsträckan för utbyggnaden av Mälarbanan, färdigställdes utbyggnaden av fyrspår under 2016. I projektet ingick även ombyggnad av stationen vid Jakobsberg samt nybyggnad av stationerna vid Kallhäll och Barkarby. Den cirka 20 kilometer långa sträckan mellan Tomteboda och Kallhäll är en av landets mest trafikerade. Området vid Tomteboda domineras av en stor rangerbangård för godstrafik. Idag används spåren maximalt i rusningstid och det gör att trängsel och förseningar är vanliga. Sträckan från Tomteboda till Kallhäll började byggas 2016 och fram till Spånga är fyra spår i drift sedan hösten 2019. Arbetena med att bygga ut järnvägen fortsätter nu i tunnel genom Sundbyberg och Solna. Tunnelbygget planeras att starta 2024 och arbetet beräknas ta åtta år. Trafikanter som ska åka pendeltåg från Jakobsbergs station påverkas av att arbetena innebär att tågtrafiken ibland behöver stängas av.

## Södra entrén
Den 4 september 2017 öppnade Trafikverket en ny så kallad sekundärentré samt en ny gång- och cykeltunnel vid Jakobsbergs station för allmänheten. Då invigdes både en ny entré till stationen och en helt ny passage under järnvägen. Den nya stationsentrén kan resenärerna nå via tunneln med ett nytt stationshus med trappor, rulltrappa och hiss som leder till SL-spärrar och en vänthall vid plattformen. Ett glastak mitt i tunneln ökar ljusinsläppet för en trivsam miljö. Bygget av tunneln var ett led i Trafikverkets stora satsning på att bygga ut Mälarbanan. Två gamla spår har bytts ut och det har blivit fyra helt nya spår. Mellan Barkarby och Kallhäll är arbetet klart och fyra spår är i drift. Under kommande år fortsätter arbetet på sträckan mellan Spånga, Sundbyberg och Solna. Utöver ökad kapacitet och punktlighet leder satsningen även till att barriärer byggs bort och nya möjligheter till stadsutveckling skapas. Tunneln är ungefär 10 meter bred och 25 meter lång. Byggtiden för den nya tunneln och entrén vid Jakobsbergs station var 2,5 år och kostnaden uppgick till cirka 200 miljoner kronor.

## Bilder

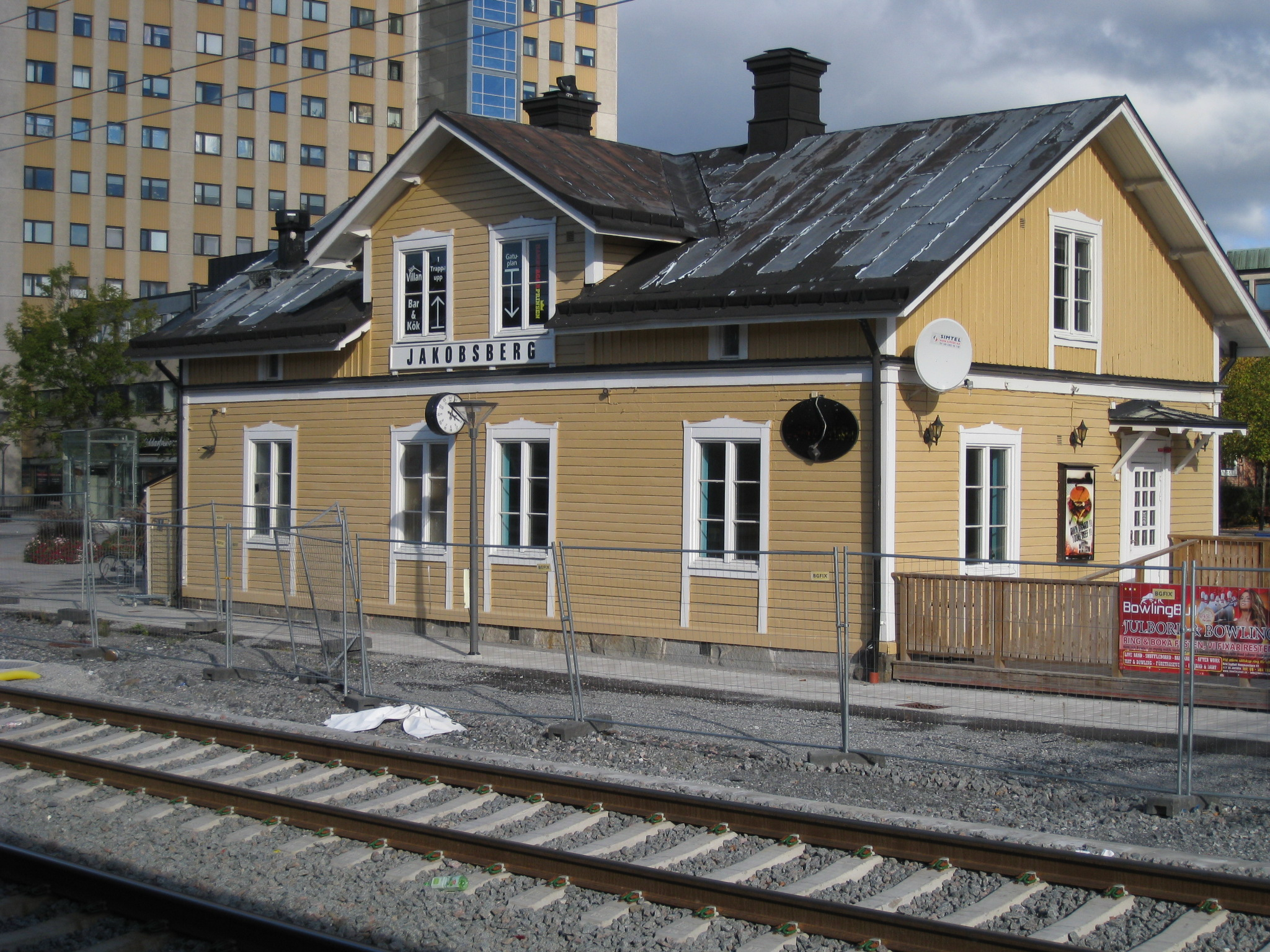
Jakobsbergs gamla stationshus, som byggdes 1876, ligger precis mitt emot pendeltågets perrong. Foto oktober 2016.
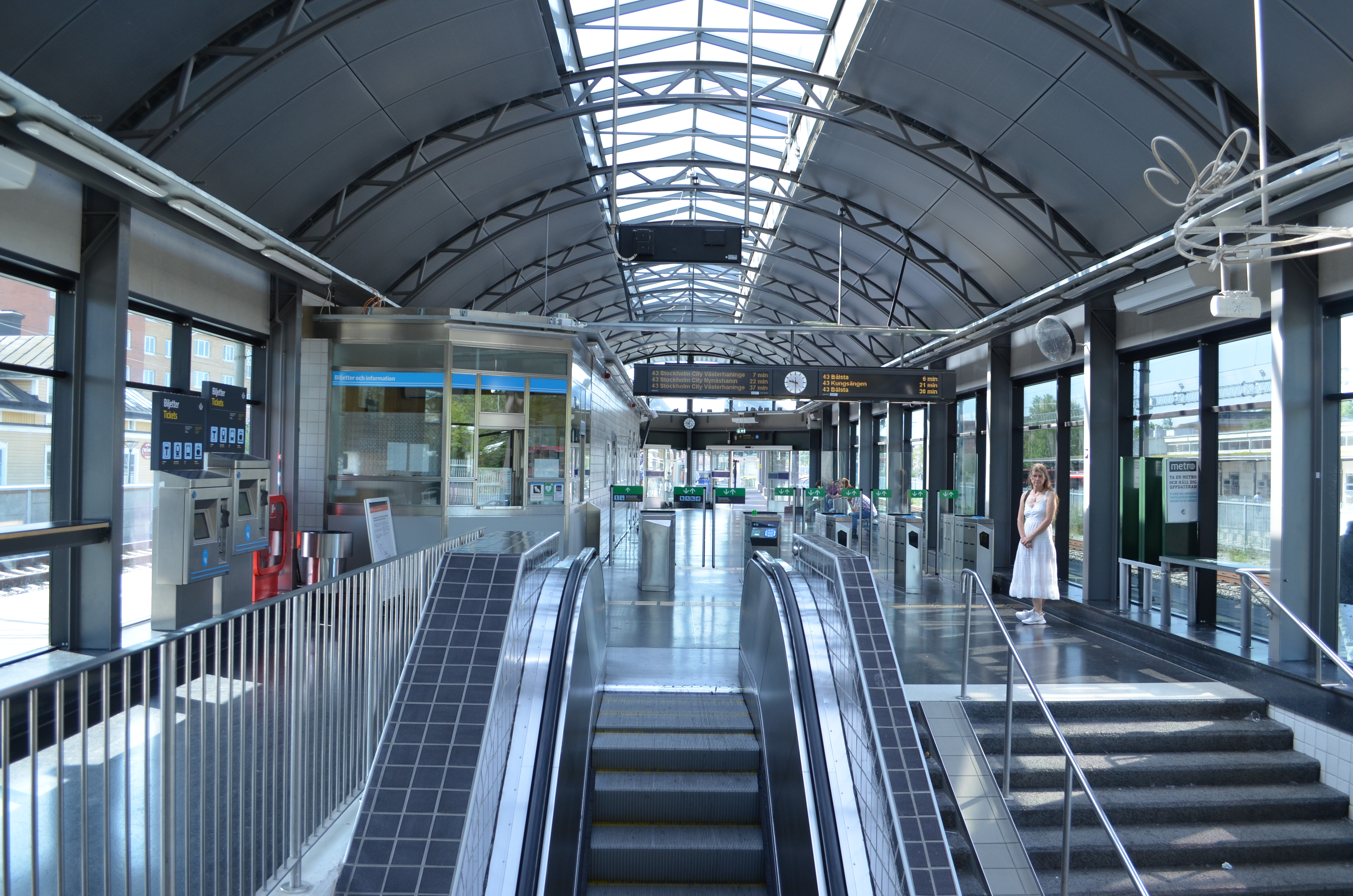
Krysset (mitten-vänthallen).
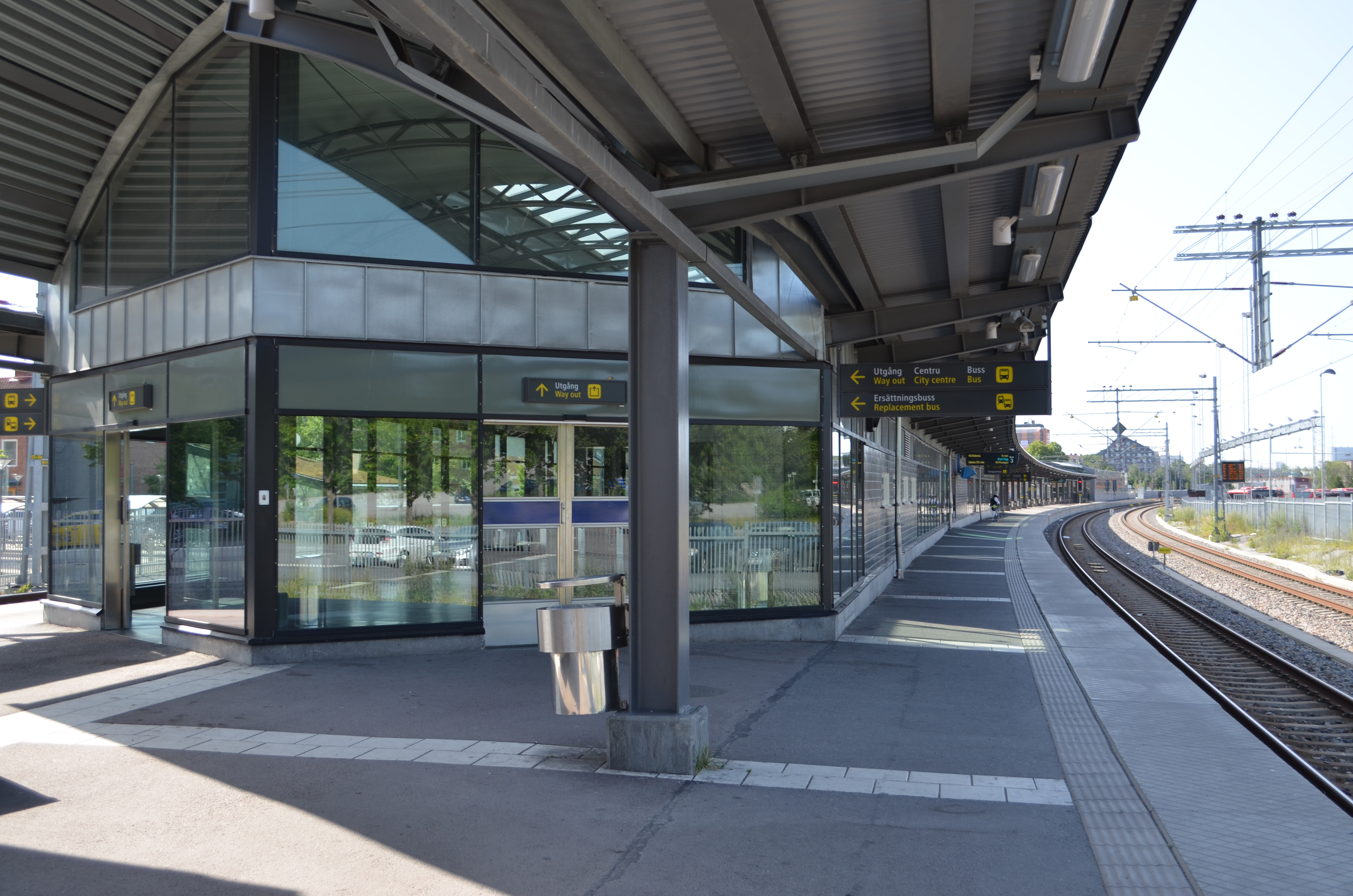
Perrongen.
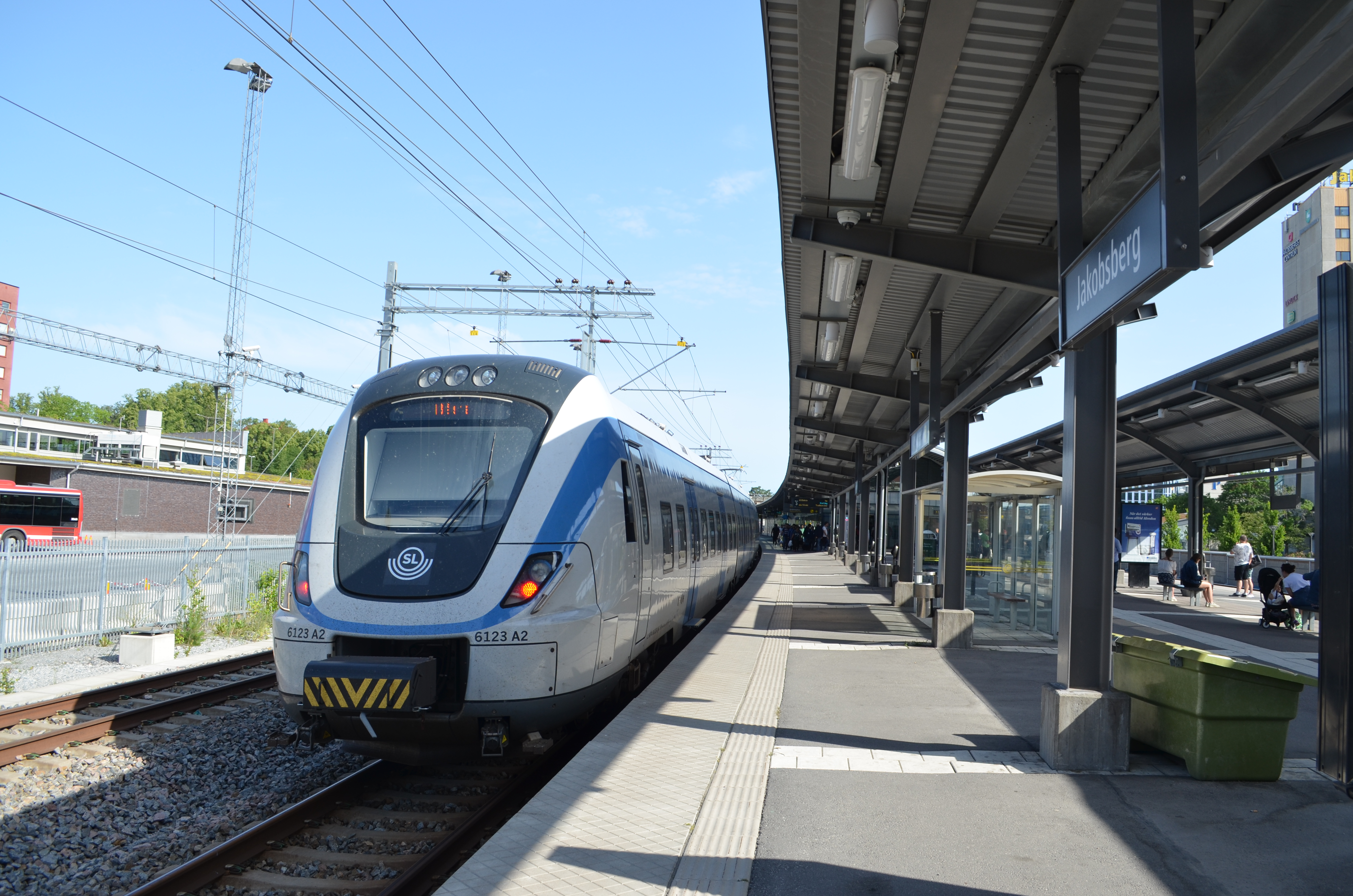
Jakobsbergs pendeltågsstation, juni 2019.
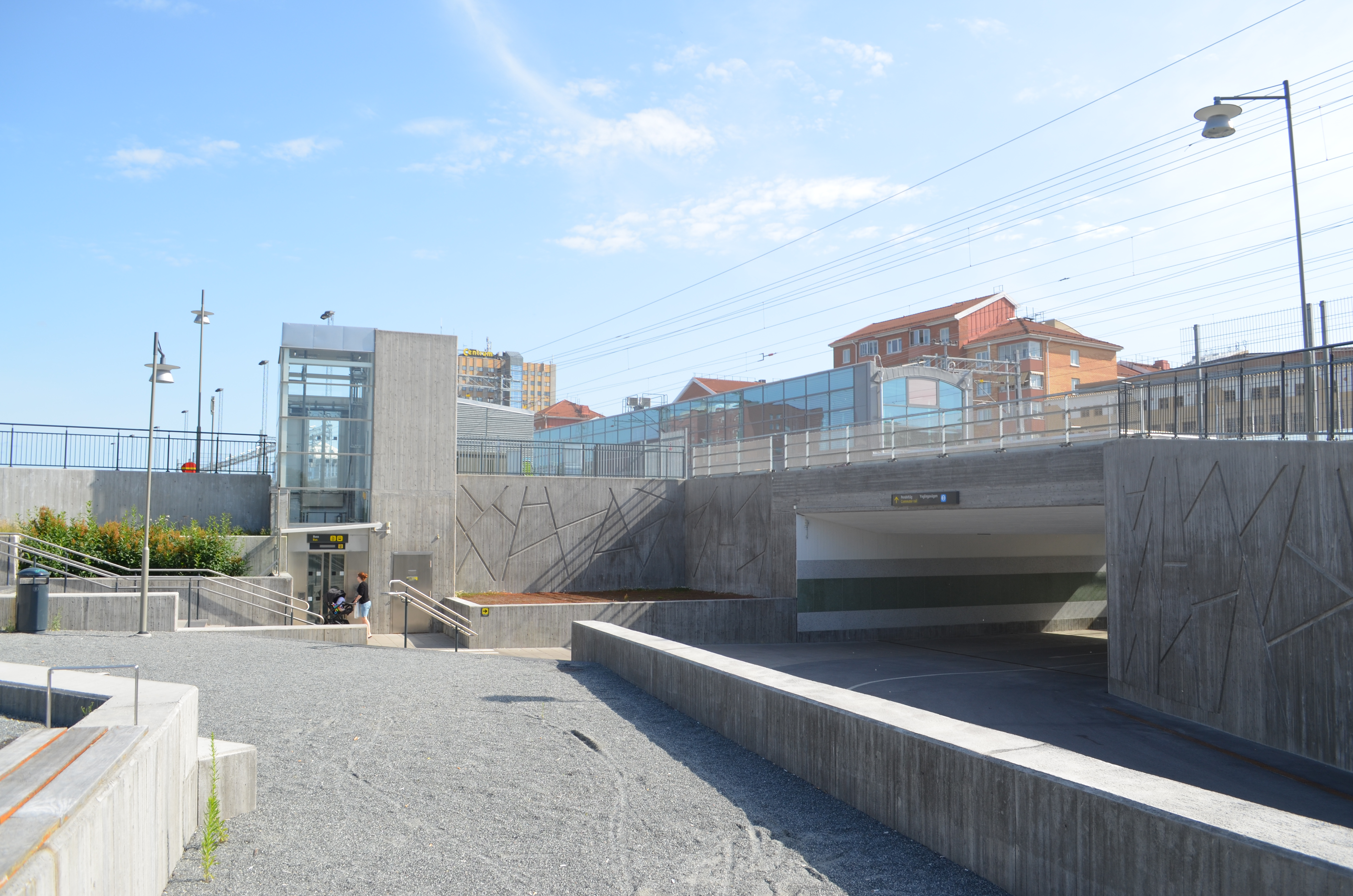
Ingången till den södra entrén med stationshus med rulltrappor, trappor, hiss och vänthall vid plattformen.